# The Rumjacks
The Rumjacks so avstralska punk rock/keltska folk glasbena skupina iz Sydneya.

## Zgodovina
Skupino je leta 2008 osnoval Will Swan, njihove pesmi pa vsebujejo prvine punk rocka in tradicionalnega keltskega folka. Kmalu po ustanovitvi so izdali prvi EP z naslovom Hung, Drawn & Portered, temu pa je istega leta sledil še drugi z naslovom 'Sound as a Pound'. The Rumjacks so kmalu dobili širšo podporo publike, pa tudi nekaterih uveljavljenih tujih glasbenih skupin, med katerimi so najpomembnejši U.K Subs, GBH ter Gogol Bordello.
Skupino je v prvih nekaj letih zapustilo več članov, kasneje pa se je za nekaj časa ustalila v zasedbi Frankie McLaughlin (vokal), Johnny McKelvey (vokal, bas kitara), Anthony Matters (bobni) Gabriel Whitbourne (vokal]], kitara) in Adam Kenny (bendžo, mandolina, buzuki). V tem času so posneli tri najpomembnejše studijske albume; 'Gangs of New Holland' (2010), 'Sober and Godless' (2015) ter 'Sleeping Rough'(2016). Leta 2016 je po mednarodni turneji skupino zapustil bobnar Anthony Matters.
Skupina je velik mednarodni uspeh dosegla leta 2011, po izdaji videospota za pesem "An Irish Pub Song" z albuma 'Gangs of New Holland'. Na spletnem kanalu YouTube je videospot dobil več kot 37 milijonov ogledov, skupina pa je postala popularna v Evropi in ZDA.

## Diskografija

### Albumi
- Gangs of New Holland (2010)-Laughing Outlaw
- Sober & Godless (2015)-Four|Four [4]
- Sleepin' Rough (2016)-Four|Four [5]
- Saints Preserve Us (2018)

### EP-ji
- Hung, Drawn & Portered (2009)-Shite & Onions.
- Sound as a Pound (2009)-Shite & Onions.